# Papillion

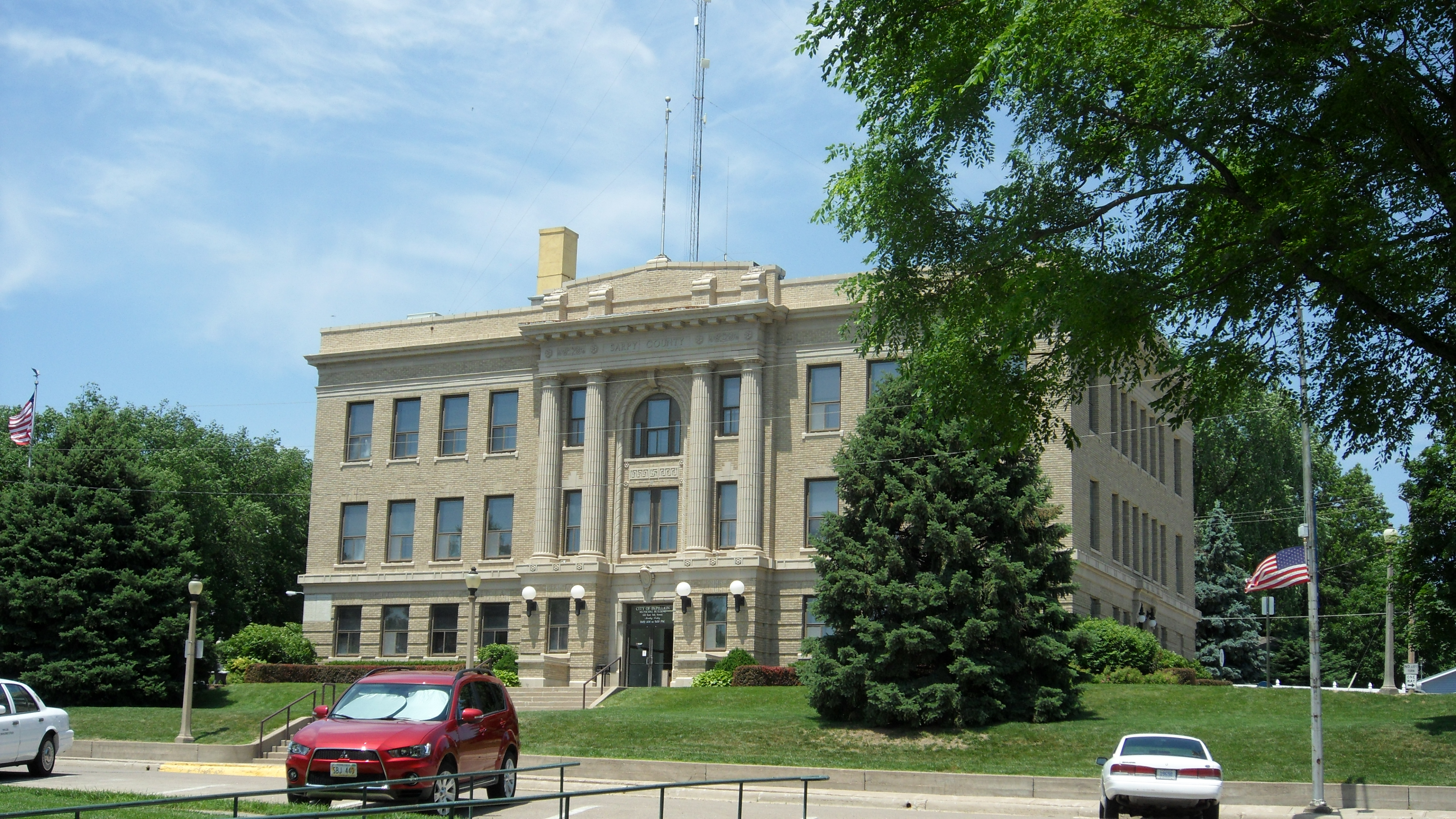
Papillions kommunhus

Papillion är en stad (city) i den amerikanska delstaten Nebraska och huvudort i Sarpy County. Staden är sammanväxt med Omahas storstadsområde och utgör en sydlig förstad till Omaha. Stadens befolkning uppgick till 18 894 personer vid 2010 års folkräkning.

## Historia
Papillion är namngivet efter vattendraget Big Papillion Creek, som mynnar i Missourifloden strax sydost om staden. En föregångare till staden med detta namn grundades 1856, några kilometer nordost om stadens nuvarande läge vid järnvägen, men kom aldrig att bli någon större bosättning. Istället grundades en ny ort med samma namn på den nuvarande platsen och en sidolinje från Union Pacifics järnväg 1870. Bebyggelsen var franskinspirerad och är en av de sista bevarade städerna med denna arkitektur i amerikanska Mellanvästern. Staden har behållit sin administrativt oberoende status under 1900-talet och 2000-talet, trots att den numera är sammanväxt med Omaha och till stor del består av modern förortsbebyggelse.